# Durere și glorie
Durere și glorie (în spaniolă Dolor y gloria) este un film dramatic spaniol realizat în 2019 scris și regizat de Pedro Almodóvar. Îi are în rolurile principale pe Antonio Banderas, Asier Etxeandia, Penélope Cruz, Julieta Serrano și Leonardo Sbaraglia.
Filmul a fost lansat în Spania pe 22 martie 2019 primind recenzii pozitive. A avut debutul internațional la Festivalul de Film de la Cannes din 2019, unde filmul a fost selectat pentru a concura pentru Palme d’Or, Banderas câștigând premiul pentru cel mai bun actor, iar Alberto Iglesias a câștigat premiul pentru cea mai bună coloană sonoră. Durere și glorie a fost nominalizat din partea Spaniei pentru premiul Oscar pentru cel mai bun film străin la cea de a 92-a ediție Oscar, Banderas fiind de asemenea nominalizat pentru cel mai bun actor (prima sa nominalizare). A fost ales de revista Time ca fiind cel mai bun film al anului.

## Subiect
Filmul prezintă o serie de întâlniri ale lui Salvador Mallo (Antonio Banderas), un regizor de film în declin. Unele dintre aceste întâlniri se desfășoară în timp real, altele sunt rememorate prin aducere aminte: copilăria sa din anii 1960, când s-a mutat împreună cu familia în satul primitiv Paterna, școala sa, prima sa iubire pentru ca adult la Madrid în anii 1980, durerea care a apărut după ruperea acestei relații, scrisul ca terapie pentru uitare,  descoperirea cinematografiei, și apoi confruntându-se cu imposibilitatea continuării filmărilor etc.
Regizorul spaniol de film Salvador Mallo se află în mijlocul unei crize creative, deranjat de afecțiuni fizice și mentale, chiar atunci când un film vechi de-al său (Sabor sau Aromă) a fost remasterizat și relansat publicului care știe să aprecieze astfel de filme. Îndemnat de vechea sa prietenă, Zulema (Cecilia Roth), îl sună pe Alberto Crespo (Asier Etxeandia), actorul principal din Sabor, cu care nu a vorbit timp de 32 de ani din cauza unei certe cu privire la influența consumului de heroină asupra actorului. Crespo îl introduce pe Salvador în consumul de heroină.
Atunci când se droghează, Salvador își amintește câteva dintre experiențele sale din copilărie: una are loc în perioada copilăriei sale, când se mută într-un bordei alb cu tatăl său (Raúl Arévalo) și mama Jacinta (Penélope Cruz) și un muncitor local pe nume Eduardo (César Vicente) care învață să citească și să scrie cu ajutorul său.
Crespo joacă pe scenă un monolog din amintirile lui Salvador din 1980 în Madrid, etapă în care este menționat iubitul lui Salvador, Federico (Leonardo Sbaraglia); Federico se întâmplă să se afle printre spectatori. Federico (care este căsătorit și are copii în Argentina) îl întâlnește pe Salvador în apartamentul său, unde cei doi sărbătoresc, își aduc aminte și flirtează pentru scurt timp înainte de a se despărți amical. Salvador recunoaște că lupta sa cu heroina și cu dependența de droguri se reflectă în ceea ce a văzut la Federico în timpul petrecut împreună. Împreună cu asistenta sa, Mercedes (Nora Navas), îi spune unui medic că are nevoie de tratament pentru durerile de spate și pentru dependența de heroină.
Într-un alt flashback, mama sa, acum în vârstă (Julieta Serrano) îl acuză că a părăsit-o și că nu a fost un copil bun. Înainte de a-și putea dovedi dragostea față de ea, aceasta moare în spital, în loc să moară în sat, așa cum și-ar fi dorit. Asistenta lui Salvador îi înmânează o invitație de a participa la o expoziție de artă și se recunoaște ca fiind băiatul dintr-o pictură. Un flashback îl duce înapoi în casa-bordei, când muncitorul lucra în bucătăria. Eduardo se oprește să-l schițeze pe Salvador stând la soare, apoi spune că trebuie să se spele. Salvador pleacă să se întindă pe patul său, transpirând din cauza căldurii. Leșină apoi din cauza insolației când îi duce un prosop lui Eduardo.
Înapoi la momentul prezent, Salvador cumpără portretul lui Eduardo, pe care el l-a trimis mamei sale în timp ce Salvador era plecat la școală, dar ea îl ascunsese de el. Pe spatele acestuia găsește o scrisoare de la Eduardo care îi mulțumește lui Salvador că l-a învățat să citească și să scrie. Mercedes spune că ar fi ușor să-l găsească din nou pe Eduardo utilizând Google sau întrebând prin sat, dar Salvador respinge ideea.
În cele din urmă, este supus unei intervenții chirurgicale pentru a îndepărta o umflătură care îi apăsa pe esofag și care îl determina să se sufoce ocazional fără niciun motiv. În scena finală îl revedem pe tânărul Salvador împreună cu mama sa, în drum spre noua lor casă din satul caselor-bordei: ei trebuie să doarmă pe podeaua unei gări, deoarece în satul prin care trec are loc o sărbătoare locală. Tânărul Salvador urmărește uimit artificiile din sat, concentrat pe spectacol, în timp ce mama lui este vizibil neliniștită și supărată de situația ei. Camera se mișcă înapoi și dezvăluie un inginer de sunet care înregistrează perechea dintr-o scenă a unui film. Îl vedem pe Salvador în spatele camerei, recreând în film o amintire din copilărie, criza sa fiind depășită.

## Distribuție
- Antonio Banderas - Salvador Mallo
- Leonardo Sbaraglia - Federico Delgado
- Asier Etxeandia - Alberto Crespo
- Cecilia Roth - Zulema
- Pedro Casablanc - doctorul Galindo
- Nora Navas - Mercedes
- Penélope Cruz - Jacinta tânără
- Julieta Serrano - Jacinta bătrână
- Susi Sánchez - Beata
- Julián López - prezentatorul
- Paqui Horcajo - Mercedes, spălătoreasă
- Rosalía - Rosita, spălătoreasă
- Marisol Muriel - Mari, spălătoreasă
- César Vicente - Eduardo, tâmplarul-pictor
- Asier Flores - Salvador Mallo (copil)
- Agustín Almodóvar - preotul
- Luis Calero - fratele José Maria
- Sara Sierra - Conchita